# Ctenarytaina peregrina
Ctenarytaina peregrina är en insektsart som beskrevs av Hodkinson 2007. Ctenarytaina peregrina ingår i släktet Ctenarytaina och familjen rundbladloppor. Inga underarter finns listade i Catalogue of Life.